# Jack Link's 500
Le Jack Link's 500 est une course automobile de stock car organisée par la NASCAR comptant pour le championnat des NASCAR Cup Series. Elle se déroule sur le Talladega Superspeedway de Lincoln dans l'État d'Alabama.
La course se déroule habituellement en avril ou en mai, et est une des quatre courses où les véhicules doivent être équipés de plaques de restriction.
C'est l'édition de 1997 qui s'est jusqu'à présent révélée la plus rapide avec une moyenne de 303,126 km/h. Ce fut la seule course disputée à Talladega qui ne fut pas arrêtée par un drapeau jaune.
La course était la deuxième manche du défunt Grand Slam (en) organisé entre 1970 jusqu'en 2004 (supprimé à cause du procès Ferko (en) de 2004). Le Jack Link's 500 faisait également partie du challenge Winston Million (en) (un million offert au gagnant de 3 des 4 courses du Grand Chelem).
Tyler Reddick est le dernier vainqueur de la course.

## Caractéristiques
- Course :
  - Longueur : 500,08 milles (804,801 km)
  - Nombre de tour : 188
    - Segment 1 : 60 tours
    - Segment 2 : 60 tours
    - Segment 3 : 68 tours

- Piste :
  - Type : D-Ovale
  - Revêtement : asphalte
  - Longueur circuit : 2,660 milles (4,281 km) (plus long circuit de NASCAR)
  - Nombre de virages : 4
  - Inclinaison (Banking) :
    - les virages no 1 et no 2 : 33°
    - le virage no 3 : 32,4°
    - le virage no 4 : 32,5°
    - la ligne droite principale : 16,5°
    - la ligne droite arrière : 3°.

- Record du tour de piste : 44,998 secondes par Bill Elliott (écurie Melling Racing) en 1987 à l'occasion d'une course de NASCAR Cup Series.

- La capacité actuelle du circuit est de 80 000 spectateurs[1].

## Logos et photos

Logo de 2002 à 2014
Logo de 2015 à 2024
Logo depuis 2025
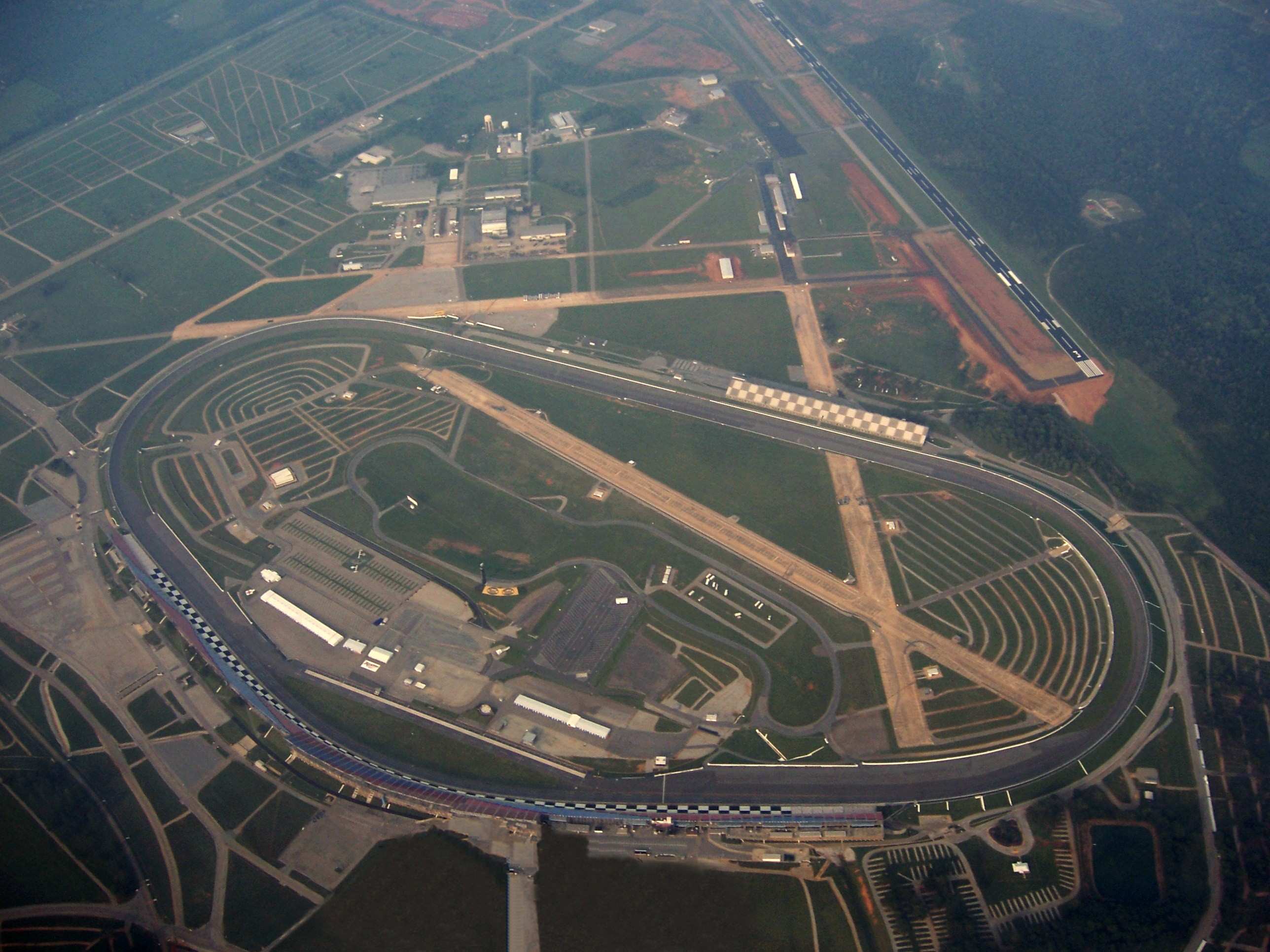
Vue aérienne du circuit de Talladega

## Palmarès
| Année | Date     | Pilote              | Écurie                      | Châssis    | Course | Course                   | Course          | Course       | Note       |
| ----- | -------- | ------------------- | --------------------------- | ---------- | ------ | ------------------------ | --------------- | ------------ | ---------- |
| Année | Date     | Pilote              | Écurie                      | Châssis    | Tours  | Miles (km)               | Durée           | Moyenne      | Note       |
| 1970  | 12 avril | Pete Hamilton       | Petty Enterprises           | Plymouth   | 188    | 500,08 milles (804,8 km) | 3 h 16 min 59 s | 245,137 km/h |            |
| 1971  | 16 mai   | Donnie Allison      | Wood Brothers Racing        | Mercury    | 188    | 500,08 milles (804,8 km) | 3 h 23 min 32 s | 237,248 km/h |            |
| 1972  | 7 mai    | David Pearson       | Wood Brothers Racing        | Mercury    | 188    | 500,08 milles (804,8 km) | 3 h 43 min 15 s | 216,296 km/h |            |
| 1973  | 6 mai    | David Pearson       | Wood Brothers Racing        | Mercury    | 188    | 500,08 milles (804,8 km) | 3 h 47 min 23 s | 212,363 km/h |            |
| 1974  | 5 mai    | David Pearson       | Wood Brothers Racing        | Mercury    | 170    | 452,2 milles (727,7 km)  | 3 h 28 min 09 s | 209,775 km/h | [ Note 1 ] |
| 1975  | 4 mai    | Buddy Baker         | Bud Moore Engineering       | Ford       | 188    | 500,08 milles (804,8 km) | 3 h 26 min 59 s | 233,271 km/h |            |
| 1976  | 2 mai    | Buddy Baker         | Bud Moore Engineering       | Ford       | 188    | 500,08 milles (804,8 km) | 2 h 56 min 37 s | 273,407 km/h |            |
| 1977  | 1er mai  | Darrell Waltrip     | DiGard Motorsports          | Chevrolet  | 188    | 500,08 milles (804,8 km) | 3 h 01 min 59 s | 265,344 km/h |            |
| 1978  | 14 mai   | Cale Yarborough     | Junior Johnson & Associates | Oldsmobile | 188    | 500,08 milles (804,8 km) | 3 h 07 min 53 s | 250,573 km/h |            |
| 1979  | 6 mai    | Bobby Allison       | Bud Moore Engineering       | Ford       | 188    | 500,08 milles (804,8 km) | 3 h 13 min 52 s | 249,078 km/h |            |
| 1980  | 4 mai    | Buddy Baker         | Harry Ranier                | Oldsmobile | 188    | 500,08 milles (804,8 km) | 2 h 56 min 00 s | 274,363 km/h |            |
| 1981  | 3 mai    | Bobby Allison       | Harry Ranier                | Buick      | 188    | 500,08 milles (804,8 km) | 3 h 20 min 52 s | 240,397 km/h |            |
| 1982  | 2 mai    | Darrell Waltrip     | Junior Johnson & Associates | Buick      | 188    | 500,08 milles (804,8 km) | 3 h 11 min 19 s | 252,018 km/h |            |
| 1983  | 1er mai  | Richard Petty       | Petty Enterprises           | Pontiac    | 188    | 500,08 milles (804,8 km) | 3 h 14 min 55 s | 247,736 km/h |            |
| 1984  | 6 mai    | Cale Yarborough     | Harry Ranier                | Chevrolet  | 188    | 500,08 milles (804,8 km) | 2 h 53 min 27 s | 278,397 km/h |            |
| 1985  | 5 mai    | Bill Elliott        | Melling Racing              | Ford       | 188    | 500,08 milles (804,8 km) | 2 h 41 min 04 s | 299,801 km/h |            |
| 1986  | 4 mai    | Bobby Allison       | Stavola Brothers Racing     | Buick      | 188    | 500,08 milles (804,8 km) | 3 h 10 min 16 s | 253,790 km/h |            |
| 1987  | 3 mai    | Davey Allison       | Harry Ranier                | Ford       | 178    | 473,48 milles (762 km)   | 3 h 04 min 12 s | 248,206 km/h | [ Note 2 ] |
| 1988  | 1er mai  | Phil Parsons        | Leo Jackson Racing          | Oldsmobile | 188    | 500,08 milles (804,8 km) | 3 h 11 min 40 s | 251,938 km/h |            |
| 1989  | 7 mai    | Davey Allison       | Robert Yates Racing         | Ford       | 188    | 500,08 milles (804,8 km) | 3 h 12 min 30 s | 250,847 km/h |            |
| 1990  | 6 mai    | Dale Earnhardt      | Richard Childress Racing    | Chevrolet  | 188    | 500,08 milles (804,8 km) | 3 h 08 min 02 s | 256,805 km/h |            |
| 1991  | 6 mai    | Harry Gant          | Leo Jackson Racing          | Oldsmobile | 188    | 500,08 milles (804,8 km) | 3 h 01 min 10 s | 266,539 km/h | [ Note 3 ] |
| 1992  | 3 mai    | Davey Allison       | Robert Yates Racing         | Ford       | 188    | 500,08 milles (804,8 km) | 2 h 59 min 01 s | 269,741 km/h |            |
| 1993  | 2 mai    | Ernie Irvan         | Morgan-McClure Motorsports  | Chevrolet  | 188    | 500,08 milles (804,8 km) | 3 h 13 min 04 s | 250,111 km/h |            |
| 1994  | 1er mai  | Dale Earnhardt      | Richard Childress Racing    | Chevrolet  | 188    | 500,08 milles (804,8 km) | 3 h 10 min 32 s | 253,436 km/h |            |
| 1995  | 30 avril | Mark Martin         | Roush Racing                | Ford       | 188    | 804,80 km                | 2 h 47 min 43 s | 287,915 km/h |            |
| 1996  | 28 avril | Sterling Marlin     | Morgan-McClure Motorsports  | Chevrolet  | 188    | 500,08 milles (804,8 km) | 3 h 20 min 02 s | 241,400 km/h |            |
| 1997  | 10 mai   | Mark Martin         | Roush Racing                | Ford       | 188    | 500,08 milles (804,8 km) | 2 h 39 min 18 s | 303,126 km/h | [ Note 4 ] |
| 1998  | 26 avril | Bobby Labonte       | Joe Gibbs Racing            | Pontiac    | 188    | 500,08 milles (804,8 km) | 3 h 30 min 40 s | 232,434 km/h |            |
| 1999  | 25 avril | Dale Earnhardt      | Richard Childress Racing    | Chevrolet  | 188    | 500,08 milles (804,8 km) | 3 h 03 min 38 s | 262,959 km/h |            |
| 2000  | 16 avril | Jeff Gordon         | Hendrick Motorsports        | Chevrolet  | 188    | 500,08 milles (804,8 km) | 3 h 06 min 11 s | 259,357 km/h |            |
| 2001* | 22 avril | Bobby Hamilton (en) | Andy Petree Racing          | Chevrolet  | 188    | 500,08 milles (804,8 km) | 2 h 43 min 04 s | 296,124 km/h |            |
| 2002  | 21 avril | Dale Earnhardt Jr.  | Dale Earnhardt, Inc.        | Chevrolet  | 188    | 500,08 milles (804,8 km) | 3 h 08 min 41 s | 255,921 km/h |            |
| 2003  | 6 avril  | Dale Earnhardt Jr.  | Dale Earnhardt, Inc.        | Chevrolet  | 188    | 500,08 milles (804,8 km) | 3 h 27 min 28 s | 232,751 km/h |            |
| 2004  | 25 avril | Jeff Gordon         | Hendrick Motorsports        | Chevrolet  | 188    | 500,08 milles (804,8 km) | 3 h 51 min 53 s | 208,243 km/h |            |
| 2005  | 1er mai  | Jeff Gordon         | Hendrick Motorsports        | Chevrolet  | 194    | 516,04 milles (830,5 km) | 3 h 30 min 46 s | 236,419 km/h | [ Note 5 ] |
| 2006  | 1er mai  | Jimmie Johnson      | Hendrick Motorsports        | Chevrolet  | 188    | 500,08 milles (804,8 km) | 3 h 29 min 59 s | 229,961 km/h | [ Note 4 ] |
| 2007  | 29 avril | Jeff Gordon         | Hendrick Motorsports        | Chevrolet  | 192    | 510,72 milles (821,9 km) | 3 h 18 min 46 s | 248,108 km/h | [ Note 5 ] |
| 2008  | 27 avril | Kyle Busch          | Joe Gibbs Racing            | Toyota     | 188    | 500,08 milles (804,8 km) | 3 h 10 min 37 s | 253,325 km/h |            |
| 2009  | 26 avril | Brad Keselowski     | Phoenix Racing              | Chevrolet  | 188    | 500,08 milles (804,8 km) | 3 h 23 min 20 s | 237,483 km/h |            |
| 2010  | 25 avril | Kevin Harvick       | Richard Childress Racing    | Chevrolet  | 200    | 532 milles (856,2 km)    | 3 h 31 min 58 s | 242,351 km/h | [ Note 5 ] |
| 2011  | 17 avril | Jimmie Johnson      | Hendrick Motorsports        | Chevrolet  | 188    | 500,08 milles (804,8 km) | 3 h 12 min 01 s | 251,478 km/h | [ Note 6 ] |
| 2012  | 6 mai    | Brad Keselowski     | Team Penske                 | Dodge      | 194    | 516,04 milles (830,5 km) | 3 h 13 min 17 s | 257,804 km/h | [ Note 5 ] |
| 2013  | 5 mai    | David Ragan         | Front Row Motorsports       | Ford       | 192    | 510,72 milles (821,9 km) | 3 h 26 min 02 s | 239,356 km/h | [ Note 5 ] |
| 2014  | 4 mai    | Denny Hamlin        | Joe Gibbs Racing            | Toyota     | 188    | 500,08 milles (804,8 km) | 3 h 17 min 16 s | 244,786 km/h |            |
| 2015  | 3 mai    | Dale Earnhardt Jr.  | Hendrick Motorsports        | Chevrolet  | 188    | 500,08 milles (804,8 km) | 3 h 08 min 08 s | 256,669 km/h |            |
| 2016  | 1er mai  | Brad Keselowski     | Team Penske                 | Ford       | 188    | 500,08 milles (804,8 km) | 3 h 34 min 15 s | 225,382 km/h |            |
| 2017  | 7 mai    | Ricky Stenhouse Jr. | Roush Fenway Racing         | Ford       | 191    | 508,06 milles (817,6 km) | 3 h 29 min 16 s | 234,432 km/h | [ Note 5 ] |
| 2018  | 29 avril | Joey Logano         | Team Penske                 | Ford       | 188    | 500,08 milles (804,8 km) | 3 h 16 min 46 s | 245,407 km/h |            |
| 2019  | 28 avril | Chase Elliott       | Hendrick Motorsports        | Chevrolet  | 188    | 500,08 milles (804,8 km) | 3 h 05 min 59 s | 259,637 km/h |            |
| 2020  | 22 juin  | Ryan Blaney         | Team Penske                 | Ford       | 191    | 508,06 milles (817,6 km) | 3 h 27 min 28 s | 236,466 km/h | ,          |
| 2021  | 25 avril | Brad Keselowski     | Team Penske                 | Ford       | 191    | 508,06 milles (817,6 km) | 3 h 26 min 30 s | 237,57 km/h  | [ Note 5 ] |
| 2022  | 24 avril | Ross Chastain       | Trackhouse Racing Team      | Chevrolet  | 188    | 500,08 milles (804,8 km) | 3 h 21 min 52 s | 148,637 km/h |            |
| 2023  | 23 avril | Kyle Busch          | Richard Childress Racing    | Chevrolet  | 196*   | 521,36 milles (839 km)   | 3 h 33 min 25 s | 146,575 km/h | [ Note 5 ] |
| 2024  | 21 avril | Tyler Reddick       | 23XI Racing                 | Toyota     | 188    | 500,08 milles (804,8 km) | 3 h 13 min 29 s | 155,977 km/h |            |
| 2025  | 27 avril | Austin Cindric      | Team Penske                 | Ford       | 188    | 500,08 milles (804,8 km) | 3 h 10 min 52 s | 157,203 km/h |            |

Notes : 
1. ↑  Course raccourcie à 450 miles en raison du premier choc pétrolier.
2. ↑  Course arrêtée pour cause d'obscurité après un drapeau rouge ayant duré 2 h 30 à la suite du crash de Bobby Allison.
3. ↑  Course déplacée du dimanche au lundi pour cause de pluie.
4. 1 2  Course reportée de 15 jours pour cause de pluie. Mark Martin remporte la première édition de cette course avec une plaquettes de restriction de vitesse.
5. 1 2 3 4 5 6 7 8 9  Course prolongée en raison d'une arrivée Green-white-checker.
6. ↑  Record du plus grand nombre de changements de leader (88) et du plus petit écart à l'arrivée (0,002 s, record égalé)
7. ↑  Course décalée du 26 avril au 21 juin à la suite de la pandémie de Covid-19 et ensuite reportée du 21 juin au 22 juin en raison de la pluie.

### Pilotes multiples vainqueurs
| Nbr. | Pilote             | Année                  |
| ---- | ------------------ | ---------------------- |
| 4    | Jeff Gordon        | 2000, 2004, 2005, 2007 |
| 4    | Brad Keselowski    | 2009, 2012, 2016, 2021 |
| 3    | David Pearson      | 1972, 1973, 1974       |
| 3    | Buddy Baker        | 1975, 1976, 1980       |
| 3    | Bobby Allison      | 1979, 1981, 1986       |
| 3    | Davey Allison      | 1987, 1989, 1992       |
| 3    | Dale Earnhardt     | 1990, 1994, 1999       |
| 3    | Dale Earnhardt Jr. | 2002, 2003, 2015       |
| 2    | Darrell Waltrip    | 1977, 1982             |
| 2    | Cale Yarborough    | 1978, 1984             |
| 2    | Mark Martin        | 1995, 1997             |
| 2    | Jimmie Johnson     | 2006, 2011             |
| 2    | Kyle Busch         | 2008, 2023             |

### Écuries multiples gagnantes
| Nbr. | Écurie                          | Année                                          |
| ---- | ------------------------------- | ---------------------------------------------- |
| 8    | Hendrick Motorsports            | 2000, 2004, 2005, 2006, 2007, 2011, 2015, 2019 |
| 6    | Team Penske                     | 2012, 2016, 2018, 2020, 2021, 2025             |
| 5    | Richard Childress Racing        | 1990, 1994, 1999, 2010, 2023                   |
| 4    | Wood Brothers Racing            | 1971, 1972, 1973, 1974                         |
| 4    | Ranier-Lundy (en)               | 1980, 1981, 1984, 1987                         |
| 3    | Bud Moore Engineering           | 1975, 1976, 1979                               |
| 3    | Joe Gibbs Racing                | 1998, 2008, 2014                               |
| 3    | Roush Fenway Racing             | 1995, 1997, 2017                               |
| 2    | Petty Enterprises               | 1970, 1983                                     |
| 2    | Junior Johnson & Associates     | 1978, 1982                                     |
| 2    | Leo Jackson Racing              | 1988, 1991                                     |
| 2    | Robert Yates Racing             | 1989, 1992                                     |
| 2    | Morgan-McClure Motorsports (en) | 1993, 1996                                     |
| 2    | Dale Earnhardt Inc.             | 2002, 2003                                     |

### Victoires par marque
| Nbr. | Marque     | Année |
| ---- | ---------- | --- |
| 22   | Chevrolet  | 1977, 1984, 1990, 1993, 1994, 1996, 1999, 2000, 2001, 2002, 2003, 2004, 2005, 2006, 2007, 2009, 2010, 2011, 2015, 2019, 2022, 2023 |
| 16   | Ford       | 1975, 1976, 1979, 1985, 1987, 1989, 1992, 1995, 1997, 2013, 2016, 2017, 2018, 2020, 2021, 2025                                     |
| 4    | Mercury    | 1971, 1972, 1973, 1974 |
| 4    | Oldsmobile | 1978, 1980, 1988, 1991 |
| 3    | Buick      | 1981, 1982, 1986 |
| 3    | Toyota     | 2008, 2014, 2024 |
| 2    | Pontiac    | 1983, 1998 |
| 1    | Dodge      | 2012 |